# Wapen van Rijssen

Het wapen van Rijssen

Het wapen van Rijssen werd op 24 november 1819 per besluit door de Hoge Raad van Adel aan de Overijsselse gemeente Rijssen bevestigd. In 2001 is de gemeente Rijssen samengegaan met de buurgemeente Holten. De nieuwe gemeente werd eerst nog Rijssen genoemd, waarbij het wapen van Rijssen nog gebruikt werd. Op 15 maart 2003 hernoemde de gemeente zich in Rijssen-Holten en werd op 18 augustus 2004 een nieuw wapen van Rijssen-Holten verleend bij Koninklijk Besluit, dat uit beide wapens van de voormalige gemeenten is samengesteld.

## Blazoenering
De blazoenering van het wapen luidt als volgt:
Van lazuur, beladen met een rijssen tak van goud. Het schild gedekt met een gouden kroon.
Niet vermeld is dat de kroon vijfbladerig is. De kleuren van het wapen zijn blauw en goud. Dit zijn de rijkskleuren.

## Verklaring

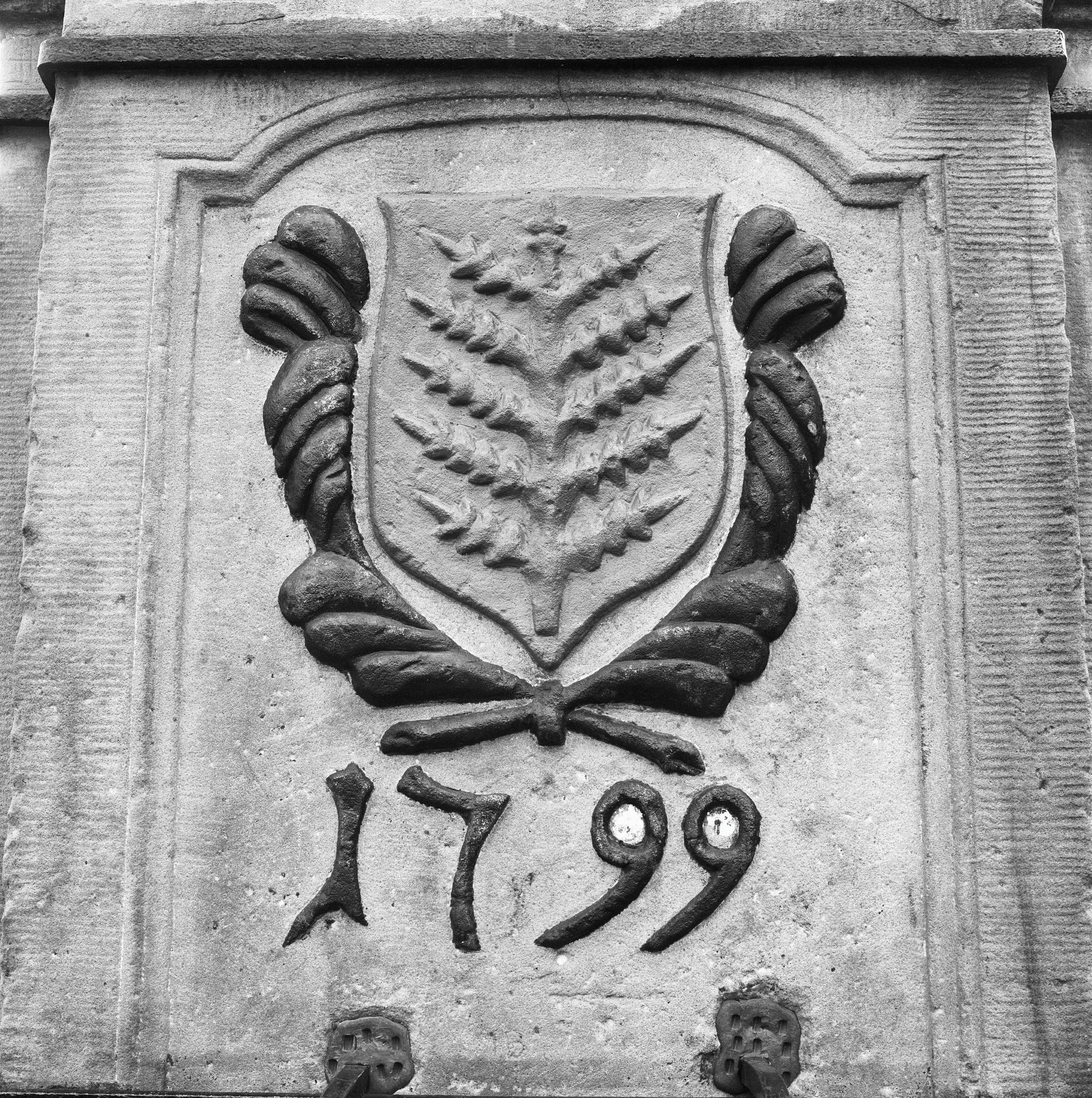
Het wapen op de stadspomp, met het jaartal 1799

Het is een sprekend wapen. De gouden tak verwijst naar het ontstaan van Rijssen: "Riessen" ofwel de boomtoppen van gevallen bomen wezen naar het oosten, waaruit Rijssen is ontstaan. De tak van Rijssen komt voor op een zegelafdruk uit 1511. Het is niet goed te achterhalen welke tak, waarschijnlijk een sparrentak, op die zegelafdruk voorkomt, maar deze tak is in het wapen opgenomen. De vijfbladerige markiezenkroon is ontleend aan het feit dat Rijssen in 1243 stadsrechten is verleend en zo zitting had in de provinciale staten.

## Verwante wapens

Wapen van Rijssen-Holten